# Михеевский сельсовет (Нижегородская область)
Михеевский сельсовет — сельское поселение в Ардатовском районе Нижегородской области Российской Федерации.
Административный центр — село Михеевка.

## История
Статус и границы сельского поселения установлены Законом Нижегородской области от 15 июня 2004 года № 60-З «О наделении муниципальных образований - городов, рабочих поселков и сельсоветов Нижегородской области статусом городского, сельского поселения»

## Население
| 2002 | 2010 | 2012 | 2013 | 2014 | 2015 | 2016 |
| ---- | ---- | ---- | ---- | ---- | ---- | ---- |
| 703  | ↘688 | ↘641 | ↘625 | ↘601 | ↘574 | ↗579 |
| 2017 | 2018 | 2019 | 2020 | 2021 |      |      |
| ↗581 | ↘551 | ↗554 | ↘539 | ↗587 |      |      |

## Состав сельского поселения
| № | Населённый пункт | Тип населённого пункта       | Население |
| - | ---------------- | ---------------------------- | --------- |
| 1 | Автодеево        | село                         | ↘119      |
| 2 | Вишневая         | деревня                      | ↘36       |
| 3 | Канерга          | село                         | ↗184      |
| 4 | Михеевка         | село, административный центр | ↘349      |